# Rio Kid
Rio Kid, más conocido como Il cavaliere del Texas, es una historieta italiana del Oeste de la casa Editrice Audace (hoy Sergio Bonelli Editore), creada por Roy D'Amy y Gian Luigi Bonelli en 1953. Los dibujos son del mismo D'Amy.
Fueron publicados sólo nueve números, posterioriemente reeditados en otras colecciones como Avventure del West, Collana Araldo o Tutto West.

## Argumento
Rio Kid, el protagonista del cómic, vaga por las áridas regiones de Texas y México junto a su musculoso socio Whisky Bill, viviendo aventuras que a menudo cruzan el género wéstern con el fantástico.